# Veit Relin
Pour les articles homonymes, voir Relin.
Veit Relin, né Josef Pichler le 24 septembre 1926 à Linz et mort le 23 janvier 2013 à Ochsenfurt, est un metteur en scène, acteur et scénariste autrichien.
Veit Relin a été marié à l'actrice Maria Schell de 1966 jusqu'à leur divorce en 1986 et est le père de l'actrice Marie-Theres Relin. Il est aussi un peintre et utilise son propre "Torturmtheater" à Sommerhausen souvent comme galerie.

## Filmographie
- Ein gewisser Judas (1958)
- Gustav Adolfs Page (1960)
- Das weite Land (1960)
- Familienpapiere (1961)
- Protektionskind (1962)
- Der Himmel kann warten (1962)
- Das vierte Gebot (1964)
- Nora oder Ein Puppenheim (1965)
- Der Gürtel (1967)
- Die ungarische Hochzeit (1969)
- La Provocation (1970)
- Komm nach Wien, ich zeig dir was! (1970)
- Liebe unter siebzehn (1971)
- Die Pfarrhauskomödie (de) (1972)
- Rosa und Lin (1972)
- Immobilien (1973)
- Die letzten Ferien (de) (1975)
- So oder so ist das Leben (de) (1975)
- Endstation Freiheit (1980)